# Manu Intiraymi
Manu Intiraymi (Santa Cruz, 22 aprile 1978) è un attore statunitense, attivo al cinema, a teatro e in televisione e noto per aver interpretato il personaggio dell'ex-Borg Icheb, nel franchise di fantascienza Star Trek, e Billy, nella serie televisiva One Tree Hill.

## Biografia
Nel 2000 entra a far parte del franchise di fantascienza Star Trek, nella serie televisiva Star Trek: Voyager, quarta serie live-action del franchise, interpretando l'ex-Borg appartenente alla specie Brunali, Icheb, salvato dalla USS Voyager del capitano Kathryn Janeway e affidato alle cure di Sette di Nove, Umana e a sua volta anche lei un'ex-Borg salvata dalla Voyager. Il personaggio, che sarà interpretato anche dall'attore Mark Bennington da adulto in un episodio di Voyager e da Casey King nella serie televisiva Star Trek: Picard, apparirà nuovamente, interpretato da Intiraymi, nella miniserie televisiva fanfiction diretta da Tim Russ (il Tuvok di Voyager) Star Trek: Renegades e sarà inoltre protagonista di alcuni romanzi, per lo più scritti dall'autrice e sceneggiatrice Kirsten Beyer.
Nel 2011 appare nel film diretto da Clint Eastwood J. Edgar, in cui impersona il criminale statunitense Alvin Karpis, celebre per la sua alleanza con Arthur Barker negli anni trenta e l'ultimo fra i Nemici Pubblici a essere catturato dal direttore dell'FBI J. Edgar Hoover, protagonista del film.

## Vita privata
Manu Intiraymi si è dichiarato bisessuale.

## Filmografia

### Attore

#### Cinema
- Effetti collaterali (Senseless), regia di Penelope Spheeris (1998)
- Go - Una notte da dimenticare (Go), regia di Doug Liman (1999)
- Costi quel che costi (Whatever It Takes) - regia di David Raynr (2000)
- 24 - regia di David Beránek (2001)
- Eyeball Eddie, regia di Elizabeth Allen Rosenbaum - cortometraggio (2001)
- Pearl Harbor, regia di Michael Bay (2001)
- Orange County, regia di Jake Kasdan (2002)
- Paradise Falls, regia di Colin Murray - cortometraggio (2008)
- Zah-A Pizza Movie, regia di Colin Murray (2009)
- Masterpieces, regia di Dustin Kahia - cortometraggio (2010)
- J. Edgar, regia di Clint Eastwood (2011)
- Expired, regia di A. Michael Colton - cortometraggio (2011)
- Driving by Braille, regia di Kristina Lloyd (2011)
- Fortress, regia di Mike Phillips - direct-to-video (2012)
- Literally, Right Before Aaron, regia di Ryan Eggold - cortometraggio (2012)
- Colpo a rischio (Abstraction), regia di Prince Bagdasarian (2013)
- Anonymous Killers, regia di A.R. Hilton (2014)
- Pray with Us, regia di Elle Schneider - cortometraggio (2014)
- Benjamin Troubles, regia di Kai Ephron (2015)
- The Green Fairy, regia di Dan Frank - docufiction (2016)
- Six Gun Savior, regia di Kirk Murray (2016)
- Promises, regia di Melody Brooke e Mike Henricks (2017)
- Literally, Right Before Aaron, regia di Ryan Eggold (2017)
- Hickok, regia di Timothy Woodward Jr. (2017)
- 5th Passenger, regia di Scotty Baker (2017)
- Diverted Eden, regia di Prince Bagdasarian (2018)
- We Are Boats, regia di James Bird (2018)
- Instant, regia di Alex Albrecht (2018)
- The Circuit, regia di Prince Bagdasarian, James Bird, Tim Gagliardo, Mike Phillips, Tim Russ e Manu Intiraymi (2019)
- Xenophobia, regia di Joe Castro, Thomas J. Churchill e Steven J. Escobar (2019)
- Cross 3, regia di Patrick Durham e Paul G. Volk (2019)
- Hell on the Border - Cowboy da leggenda (Hell on the Border), regia di Wes Miller (2019)
- For the Love of Jessee, regia di David McAbee (2020)
- Unbelievable!!!!!, regia di Steven L. Fawcette (2020)
- Bad President, regia di Param Gill (2021)

#### Televisione
- Pacific Blue - serie TV, episodio 3x09 (1997)
- E vissero infelici per sempre (Unhappily Ever Aftef) - serie TV, episodio 4x09 (1997)
- JAG - Avvocati in divisa (JAG) - serie TV, episodio 4x02 (1998)
- Un genio in famiglia (Smart Guy) - serie TV, episodio 3x04 (1998)
- The King of Queens - serie TV, episodio 2x04 (1999)
- Sabrina, vita da strega (Sabrina the Teenage Witch) - serie TV, episodio 4x11 (1999)
- Star Trek: Voyager - serie TV, 11 episodi (2000-2001)
- Las Vegas - serie TV, episodio 2x18 (2005)
- One Tree Hill - serie TV, 6 episodi (2012)
- Table Manners - serie TV (2014)
- Star Trek: Renegades, regia di Tim Russ - webmovie (2015-2017)

### Regista
- The Circuit, co-regia con Prince Bagdasarian, James Bird, Tim Gagliardo, Mike Phillips e Tim Russ (2019)

### Sceneggiatore
- Zah-A Pizza Movie, regia di Colin Murray (2009)
- The Circuit, regia di Prince Bagdasarian, James Bird, Tim Gagliardo, Mike Phillips, Tim Russ e Manu Intiraymi (2019)

## Teatro
- Waiting for Godot
- Marvin's Room
- The Wizard of Oz

## Riconoscimenti
- Austin Revolution Film Festival
  - 2016 – Candidatura come Miglior attore in un lungometraggio per Benjamin Troubles
  - 2016 – Candidatura come Miglior lungometraggio drammatico statunitense per Benjamin Troubles (condiviso con Kai Ephron, Don Houston, Lee Ross e Sasha Yelaun)
- Bare Bones International Film & Music Festiva
  - 2016 – Miglior lungometraggio – Thriller per Benjamin Troubles (condiviso con Kai Ephron, Don Houston, Lee Ross e Sasha Yelaun)
- Laughlin International Film Festival
  - 2015 – Menzione d'onore per Benjamin Troubles (condiviso con Kai Ephron, Don Houston, Lee Ross e Sasha Yelaun)